# Primula pamirica
Primula pamirica är en viveväxtart som beskrevs av Fedorov. Primula pamirica ingår i släktet vivor, och familjen viveväxter. Inga underarter finns listade i Catalogue of Life.